# 奥斯卡·穆诺兹
奥斯卡·穆诺兹 （西班牙語：Oscar Muñoz，1959年1月—）是一位美国企业家。2015年9月8日被任命为美国联合航空的董事长和首席执行官。 2010年奥斯卡·穆诺兹是母公司联合大陆控股公司的董事会成员，是由联合航空和美国大陆航空合并而成。 2004年奥斯卡·穆诺兹是美国联合航空的董事会成员。
2017年3月奥斯卡·穆诺兹被英国杂志PRWeek授予「2017年度传播者」称号。 在2017年联合航空3411号班机事件之后，其发布的不当言论饱受社会各界广泛指责。

## 生平
1959年1月奥斯卡·穆诺兹出生在加利福尼亚州的一个墨西哥裔家族， 他是家中九个孩子的老大，也是家族中第一位大学毕业生。他本科在南加州大学，MBA在佩珀代因大學。
他曾为可口可乐公司和百事公司工作过。2001年到2003年担任2012年担任AT&T的首席财务官。CSX Corporation的首席运营官，2015年担任其董事长。

## 荣誉
两次被被杂志Hispanic Business评选为「100位最具影响力的拉美裔」 。 2017年3月被杂志PRWeek评为 “2017年度传播者”。

## 健康
奥斯卡·穆诺兹成为联合航空首席執行官一个月后曾經心脏病发 。他的病情并不能马上知晓，在芝加哥的医院休养一段时间后有好转。 2016年1月5日，他接受了心脏移植手术，两个月后返回工作。

## 个人生活
他妻子是Cathy，他们有四个孩子。